# Vergilius Vaticanus
El Vergilius Vaticanus o Virgilio Vaticano (Vaticano, Biblioteca Apostólica, Cod.  Vat. lat. 3225) es un manuscrito ilustrado de la antigüedad tardía. En su forma actual contiene fragmentos de la Eneida y de las Geórgicas de Virgilio. Se confeccionó en Roma, alrededor del año 400, y es una de las primeras fuentes del texto de la Eneida, el más antiguo y uno de los únicos tres manuscritos ilustrados de esta época conservados sobre literatura clásica (los otros dos son el Vergilius Romanus y la Ilias Picta). 

## Características

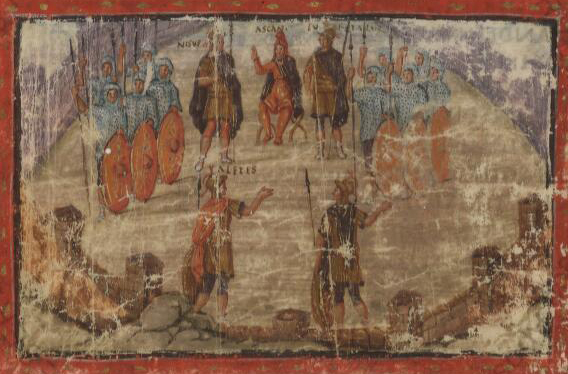
Folio 73v, un consejo troyano

Se conservan 76 hojas del manuscrito, conteniendo 50 ilustraciones. Si como era práctica común cuando se creó, el manuscrito contenía todas las obras canónicas de Virgilio, el texto originalmente podría haber tenido aproximadamente 440 hojas y 280 ilustraciones. Fue escrito por un solo escriba en mayúsculas rústicas, y algo también habitual cuando se escribió, sin separación entre las palabras.  El escriba trabajó primero dejando espacios para las ilustraciones, que fueron agregadas por tres pintores diferentes. Todos ellos usaron cuadernos iconográficos. Las ilustraciones están contenidas dentro de marcos e incluyen paisajes, fondos de arquitectura y otros detalles. Las miniaturas se insertan dentro de la columna de texto, aunque algunas ocupan una página completa.  Las figuras humanas están pintadas en estilo clásico con proporciones naturales y dibujadas con vivacidad.  Las ilustraciones a menudo transmiten apropiadamente la ilusión de profundidad. El fondo gris de los paisajes se mezcla en bandas difuminadas de color rosa, violeta o azul para dar la impresión de distancia. Las escenas interiores se basan en una comprensión intuitiva de la perspectiva, pero errores ocasionales sugieren que los artistas no entendían completamente los métodos de dibujo utilizados. El estilo de estas miniaturas tiene mucho en común con las ilustraciones sobrevivientes del fragmento de Quedlinburg Itala y también se han comparado con los frescos encontrados en Pompeya. 
El manuscrito probablemente fue redactado para un noble pagano. Las anotaciones en el manuscrito indican que permaneció en Italia hasta el siglo séptimo y en Tours en el segundo cuarto del siglo noveno. Un escriba francés añadió más notas alrededor del año 1400. Más tarde llegó a Roma y perteneció a coleccionistas como Pietro Bembo y Fulvio Orsini, que lo legaron a la Biblioteca del Vaticano en 1600.
El Vergilius Vaticanus no debe confundirse con el Vergilius Romanus (Ciudad del Vaticano, Biblioteca Apostólica, Cod.  Vat. lat. 3867) o el no ilustrado Vergilius Augusteus, otros dos manuscritos antiguos de obras Virgilio comservados en la Biblioteca Apostólica.

## Facsímiles
- Facsímil impreso: Wright, David H. Vergilius Vaticanus: vollständige Faksimile-Ausgabe im Originalformat des Codex Vaticanus Latinus 3225 der Biblioteca Apostolica Vaticana .  Graz, Austria: Akademische Druck- u.  Verlagsanstalt, 1984.

- Facsímil Digital: Biblioteca Vaticana

Todas las ilustraciones están disponibles en línea, con comentarios, en Wright, David H., "The Vatican Vergil, a Masterpiece of Late Antique Art" (El Vergilius Vaticanus, una obra maestra del arte antiguo tardío), Berkeley, University of California Press, 1993, Google books, texto completo en línea

## Lecturas relacionadas
- Stevenson, Thomas B. Miniature decoration in the Vatican Virgil : a study in late antique iconography.  Tübingen, Verlag E. Wasmuth, 1983.
- David Wright, “From Copy to Facsimile: A Millennium of Studying the Vatican Vergil,” The British Library Journal, Vol. 17, No. 1 (Spring 1991), 12-35.
- Wright, David H., The Vatican Vergil, a Masterpiece of Late Antique Art . Berkeley, University of California Press, 1993, Google books, texto completo en línea
- Wright, David H. Codicological notes on the Vergilius Romanus (Vat. lat. 3867). Vatican City, Biblioteca apostólica vaticana, 1992.